# Dražen Turina
 Dražen Turina (Rijeka, 17. veljače 1972.) - hrvatski kantautor i pisac, poznat je po nadimku Šajeta.  
Početkom devedesetih Dražen Turina osniva sastav 'Yars' u kojemu vrlo brzo počinje pisati skladbe na čakavštini. Prilikom svojih prvih djelovanja, zvali su se 'Šajeta & Capra d'oro' ali ubrzo nakon toga mijenjaju ime u Šajeta (šajeta na čakavštini znači grom). 
Često sviraju na koncertima u Pazinu, Labinu, Puli, Opatiji i drugim mjestima, a na lokalnim radio postajama njihove skladbe zauzimaju visoka mjesta na top ljestvicama. 1994. godine izdaju svoj prvi materijal (na kazeti) Čestitke i aplauzi, kojeg objavljuje diskografska kuća 'Adam Recordsa' iz Pule.
Tijekom Domovinskog rata skupina je nastupila na brojnim humanitarnim koncertima te je bila gost solističkog koncerta Alena Vitasovića u koncertnoj dvorani 'Vatroslava Lisinskog' u Zagrebu, a nastupila je i na akustičnim nastupima u programima lokalnih radio postaja. S vremenom je Šajeta postao prepoznatljivo ime hrvatske glazbe s hitovima kao što su: "Party za ekipu", "Košulja plava", "Evergrin", "Moji koraki", "Leteća Barbara" i dr.
Uz Alena Vitasovića i sastav Gustafi, Šajeta je definitivno prvi i jedan od najznačajnijih predstavnika pokreta čakavskog vala u hrvatskoj glazbi.
Živi u Opatiji.

## Knjige
- Šparuga bluz, 2001.
- Šajonara od jedan do sto : zbirka prvih sto kolumni iz TV priloga Novog Lista godišta 1999. – 2001, 2002.